# الدوحة (الكويت)
الدوحة ، منطقة من مناطق محافظة العاصمة في الكويت وهي منطقه مطله على البحر .
الدوحة , تقع منطقة الدوحة، التي تُعرف أيضاً باسم “الدوحة الكبرى”، على ساحل الخليج العربي في محافظة العاصمة الكويت، وتتميز بموقعها الاستراتيجي المطل على جزيرة فيلكا
• تعني الدوحة الشجرة العظيمة.
•تجمع منطقة الدوحه ٤ قطع سكنيه
• فيها ملعب استاد جابر مبارك الحمد الصباح
• تعد قطعه 4 افضل قطعه في منطقة الدوحه